# Kajsamoor
Le Kajsamoor (ex-Solvang) est un ancien caboteur norvégien à coque, pont et mâts en  bois. Il est gréé en ketch à voiles à corne. Il navigue depuis 2010, sous pavillon estonien. 

## Histoire
Solvang, a été construit en 1939, au chantier naval  Aasheim de Sagvaag en Norvège. C'était un petit cargo à voiles  qui pouvait affronter les mers arctiques. Basé aux îles Shetland, entre 1942 et 1945 il a été utilisé par la Royal Navy pour le transport. Après cette période d'utilisation comme bateau de guerre britannique, il a repris le cabotage entre le sud de la Norvège et les îles Lofoten en étant basé au port d'Haugesund.
Entre 1979 et 1981, Solvang a été restauré selon les plans originaux en Allemagne et a fait partie du Musée portuaire de Lübeck. Il naviguait surtout en mer Baltique et en mer du Nord, parfois en Manche et Atlantique. Il était agréé pour 11 passagers en croisière et 35 en sorties de la journée. Ce bateau, sans doute en raison de son origine norvégienne est assez différent des autres voiliers allemands et néerlandais de taille comparable, surtout par la forme de l'arrière.
Il a participé  au Brest 2004 et aux Brest 2008.
Depuis 2010, le bateau a été rebaptisé Kajsamoor et navigue en Estonie, au départ du port de Tallin. Il peut désormais embarquer jusqu'à 60 personnes pour les sorties à la journée.